# Jamné (Jihlavai járás)
Jamné település Csehországban, a Jihlavai járásban. Jamné Zhoř, Ždírec, Dobroutov, Rybné, Kozlov, Měšín, Velký Beranov és Věžnička településekkel határos. Lakosainak száma 577 fő (2024. január 1.).

## Népesség
A település lakosságának változását az alábbi diagram mutatja:
| Lakosok száma | 527  | 606  | 633  | 567  | 488  | 490  | 567  | 575  | 565  | 577  |
|               | 1869 | 1890 | 1921 | 1950 | 1980 | 2001 | 2017 | 2019 | 2022 | 2024 |